# حقوق کارگران در ایران
میان پیدایش کارخانجات کوچک و بزرگ تولیدی و رشد تولیدات صنعتی و کارخانه‌ای در ایران از یک سو و پیدایش احزاب و سازمان‌های اجتماعی که برای حقوق و آزادی‌های کارکنان مبارزه می‌کردند از سوی دیگر رابطه مستقیم وجود دارد.
این نوگرائی منبعث از تعقل سیاسی غرب بود که به ترویج مشارکت مردم در امور خودشان پای می‌فشارد. چنان‌که می‌بینیم به تشکیل عدالت‌خانه و پارلمان، دو نهاد بنیادین برای دگرگون‌سازی روابط اجتماعی، سیاسی و اقتصادی جامعه سنتی ایران منجر گردیده، فراگرد رشد را در زمینه‌های سیاسی، اجتماعی، اقتصادی، فرهنگی و هنری باعث می‌شود
مبارزه برای حق و آزادی اگر چه به‌وسیله روشنفکران و مبارزین سیاسی پراکنده شده دامنه و وسعت پیدا می‌کند، اما چون طبقه تحتانی جامعه یعنی دهقانان، کسبه و پیشه‌وران جزء و کارگران بیش از هرکس دیگر فاقد این حقوق و آزادی‌ها بودند به عنوان فعال‌ترین نیروها وارد میدان مبارزه شدند تا برای احقاق حقوق پایمال شده خود مبارزه کنند.
مبارزه برای حقوق کارگری در اثر توسل به تشکیلات تعاونی‌ها، انجمن‌ها، شوراها و سندیکاها انکشاف پیدا می‌کند. از سوی دیگر اندیشه مبارزات کارگری و حقوق «طبقه» کارگر در ارتباط مستقیم با پیدائی صنف و «طبقه» کارگر می‌باشد که در مراکز تولیدی صنعتی به‌طور دسته‌جمعی بکار گمارده شده‌است. اما کم و کیف این مراکز، روند انکشاف و تعطیل‌شان در رشد مبارزات کارگری تأثیر بسزائی دارد.
انقلاب مشروطه حدود هفت سال بطول انجامید. (۱۹۱۲ – ۱۹۰۵ میلادی) – (۱۲۹۱ – ۱۲۸۴ خورشیدی) – مراکز مهم این انقلاب شهرهای بزرگ ایران از قبیل تهران، تبریز، رشت، انزلی، مشهد، اصفهان، بودند. کارگران ایران در کنار سایر اقشار انقلابی اجتماع برای برقراری عدالت و آزادی مبارزه می‌کردند. هرجا کارخانه‌ای بود، هرجا عده‌ای از کارگران کار می‌کردند، به ویژه در چاپخانه‌ها، روحیه حق‌طلبی و عدالت‌خواهی و آزادی‌خواهی نیز حضور داشت، اگرچه تفکر انقلابی را روشنفکران به جامعه القاء می‌کردند، اما در اقدام انقلابی همه اقشار و طبقات جامعه سهیم و شریک و وارد عمل بودند.

## تاریخ سندیکاهای ایران
جنبش سندیکائی در ایران می‌رود که یکصد ساله شود. سال‌های طولانی تاریخ جنبش سندیکائی ایران را می‌توان به دوره‌های مشخص زیر تقسیم نمود:
۱ - سال‌های اولیه رشد جنبش سندیکائی در ایران، شامل انقلاب مشروطیت (۱۲۹۰–۱۲۸۴) شمسی
۲ - دوران رشد گسترده جنبش سندیکائی در ایران شامل، سال‌های پس از پیروزی انقلاب اکتبر و جنبش‌های انقلابی داخلی) سال‌های قبل و بعد از ۱۳۰۰ شمسی
۳ - سال‌های سرکوب جنبش سندیکایی در دوران رضا خان (۱۳۲۰–۱۳۰۴)
۴ - دوران شکوفائی جنبش سندیکایی در ایران، پس از سوم شهریور تا پایان ملی شدن نفت، که خود شامل دو مرحله اساسی است: سال‌های ۱۳۲۶–۱۳۲۰ و ۱۳۳۲–۱۳۲۸
۵ - سال‌های سرکوب جنبش سندیکایی در ایران (۱۳۵۷–۱۳۳۲)
۶ - دوران کنونی، یعنی پس از سرنگونی نظام سلطنتی در ایران.